# RK512
Das RK512-Protokoll dient zum Zugriff auf interne Speicherbereiche einer Siemens-SPS der Reihe S5.
Im OSI-Modell ist RK512 auf Schicht 4, der Transportschicht anzusiedeln (da einzelne Bereiche des Zielsystems adressiert werden). Unter RK512 läuft zumeist das 3964R-Protokoll (auf Schicht 2). Die Vermittlungsschicht (Layer 3) entfällt dabei, da es sich um eine Punkt-zu-Punkt-Kommunikation handelt und somit kein Zielsystem adressiert werden muss.

## Protokollablauf
Eine RK512-Transaktion besteht aus einem Befehlstelegramm und einem Reaktionstelegramm. Der Initiator der Transaktion steuert dabei die Datenübertragung zum oder vom Partnersystem. Dabei wird zwischen zwei Auftragsarten unterschieden: SEND (Datenübertragung zum Partnersystem) und FETCH (Anfrage an Partner und Datenübertragung zum Initiator).

## Telegrammaufbau
Ein SEND-Befehl und eine FETCH-Reaktion bestehen aus einem Telegrammkopf und folgenden Daten, während SEND-Reaktionen und FETCH-Befehle nur einen Telegrammkopf (ohne Daten) besitzen. Dabei unterscheidet sich der Telegrammkopf zwischen Befehl und Reaktion.

### Befehls-Telegrammkopf
Der Telegrammkopf eines Befehlstelegramms besteht aus 10 Bytes:
| Byte   | Bedeutung                                                   |
| ------ | ----------------------------------------------------------- |
| 1–2    | Telegrammkennung                                            |
| 3      | Auftragsart                                                 |
| 4      | Datenbereich                                                |
| 5–6    | Datenziel bzw. -quelle                                      |
| 7–8    | Länge der Daten                                             |
| 9      | Koordinierungsmerker                                        |
| 10     | Koordinierungsmerkerbit (Bit 0–3) und CPU-Nummer (Bits 4–7) |
| (11-?) | (Daten beim SEND-Auftrag)                                   |

Dabei bedeuten:
- Telegrammkennung
  - 0x00 0x00: Starttelegramm
  - 0xFF 0x00: (hex) Folgetelegramm, wenn mehr als 128 Bytes Daten übertragen werden
- Auftragsart
  - 'A': SEND-Auftrag in Datenbaustein als Ziel
  - 'O': SEND-Auftrag in erweiterten Datenbaustein als Ziel
  - 'E': FETCH-Auftrag
- Datenbereich
  - 'D': Datenbaustein
  - 'X': erweiterter Datenbaustein
  - 'E': Eingangsbytes
  - 'A': Ausgangsbytes
  - 'M': Merkerbytes
  - 'P': Peripheriebytes
  - 'Z': Zähler
  - 'T': Timer
  - 'S': Absolute Speicheradressen
  - 'B': (Betriebs-)Systemadressen
- Datenziel/-quelle
  - Bausteinnummer (Byte 5) und Offset (Byte 6)
  - Byte-, Zähler- oder Timernummer
  - Speicheradresse (in Big-Endian-Byte-Reihenfolge)
- Datenlänge
  - Anzahl zu übertragender Bytes (Eingänge, Ausgänge, Merker, Peripherie) oder Worte
  - in Big-Endian-Byte-Reihenfolge
- Koordinierungsmerker
  - zeigt erfolgreiche Abarbeitung des Befehls an
  - Angabe als Merkerbyte (Byte 9) und Bit in diesem Byte (Byte 10, Bits 0–3)
  - Kein Koordinierungsmerker wird als Merker 255, Bit 15 dargestellt
- CPU-Nummer
  - Nummer der CPU, auf die Zugegriffen wird
  - Keine Angabe (Alle CPUs) wird dargestellt als 0 (wenn Koordinierungsmerker vorhanden) oder 0xF (ohne Koordinierungsmerker)

### Reaktions-Telegrammkopf
Der Telegrammkopf eines Reaktionstelegramms besteht aus 4 Bytes:
| Byte  | Bedeutung                  |
| ----- | -------------------------- |
| 1–2   | Telegrammkennung           |
| 3     | Auftragsart                |
| 4     | Status                     |
| (5-?) | (Daten beim FETCH-Auftrag) |

Dabei bedeuten:
- Telegrammkennung (Analog zum Befehl)
  - 0x00 0x00: Starttelegramm
  - 0xFF 0x00: (hex) Folgetelegramm, wenn mehr als 128 Bytes Daten übertragen werden
- Auftragsart
  - 0x00: Antworttelegramm
- Status
  - 0x00: Bearbeitung erfolgreich
  - > 0x00: Fehlernummer